# Logistikzentrum
Ein Logistikzentrum ist eine Einrichtung, wo mehrere Logistikdienstleistungen (z. B. Lagerhaltung, Kommissionierung, Umschlag oder Veredelung) an einem Ort erbracht werden. Logistikzentren können von produzierenden oder Handelsunternehmen selbst, gemeinsam mit anderen Unternehmen oder durch spezialisierte Logistikdienstleister betrieben werden.

## Aufbau des Logistikzentrums
Fachmitarbeiter der einzelnen Sparten fertigen die notwendigen Versandpapiere, um Waren über Speditionen oder den eigenen Fuhrpark zum Kunden im In- oder Ausland bringen zu können. Dabei müssen sie mehrere vorgeschriebene Papiere vorbereiten, die sie dem – eigenen oder fremden – Frachtführer zusammen mit der angemessen versicherten Ware übergeben. Auch für eine ordnungsgemäße Beladung und Sicherung müssen die Mitarbeiter des Logistikzentrums sorgen. Erst nach korrekter Beladung geht die Haftung auf den Frachtführer über. 
- Frachtbrief
- Ladeschein
- Zollamtlich überwachter Versandschein (auch Versandbegleitschein genannt) (entweder bei Auslandsfracht oder bei Frachttransitfahrten durch an das eigene Zollgebiet angrenzende Ausland (letzteres beispielsweise etwa, wenn aus der EU stammende LKWs den Nicht-EU-Staat Schweiz als Durchfahrtsland durchqueren))
- Gefahrgutbescheinigung (falls notwendig)
- ggf. Rembours-Akkreditiv (bei Auslandsfracht)

## Abgrenzung zum Lager
Während bei einem Lager meistens die Ware dem Selbstabholer ausgehändigt wird und zudem ein Lager nur innerhalb eines Betriebes / einer Firma die Waren zuteilen kann, arbeitet ein Logistikzentrum im Anliefermodus bisweilen grenzübergreifend. Bei einem Logistikzentrum werden zudem die Waren nur umgeschlagen und lagern dort nicht.
Daneben werden im Lager Waren auftragsweise kommissioniert, im Gegensatz zum Logistikzentrum wo dies artikelweise in mehreren Stufen geschieht.